# La vita di chi resta
La vita di chi resta (Ceux qui restent)  è un film del 2007 diretto da Anne Le Ny.
Il film segna l'esordio alla regia di Anne Le Ny, anche autrice della sceneggiatura nonché interprete al fianco dei protagonisti Vincent Lindon e Emmanuelle Devos.

## Trama
Bertrand e Lorraine si incontrano in ospedale, dove i loro partner sono ricoverati per malattie gravi. Tra i due nasce un’intesa profonda, nutrita da conversazioni intime e condivise riflessioni sulla sofferenza.
Alla morte dell'amata moglie, Bertrand omette la circostanza a Lorraine per continuare ad incontrarla. Quando il compagno di Lorraine può tornare a casa, il menage tra i due deve per forza cambiare. Dopo una notte di passione, Bertrand decide di lasciare Lorraine e voltare pagina nella sua vita.
Lorraine, che si era legata profondamente all'uomo, scopre casualmente la verità sulla morte della donna e si sente tradita.

## Distribuzione
Il film è uscito in Francia il 29 agosto 2007. Non risulta distribuito ufficialmente in Italia.

## Accoglienza
La critica francese ha lodato l’interpretazione di Vincent Lindon e Emmanuelle Devos, sottolineando la sobrietà del racconto e la delicatezza con cui viene trattato il tema del lutto.

## Riconoscimenti
- Premio César 2008 [4]
  - Candidatura a miglior opera prima per Anne Le Ny
  - Candidatura a miglior attore per Vincent Lindon